# Safari lodge

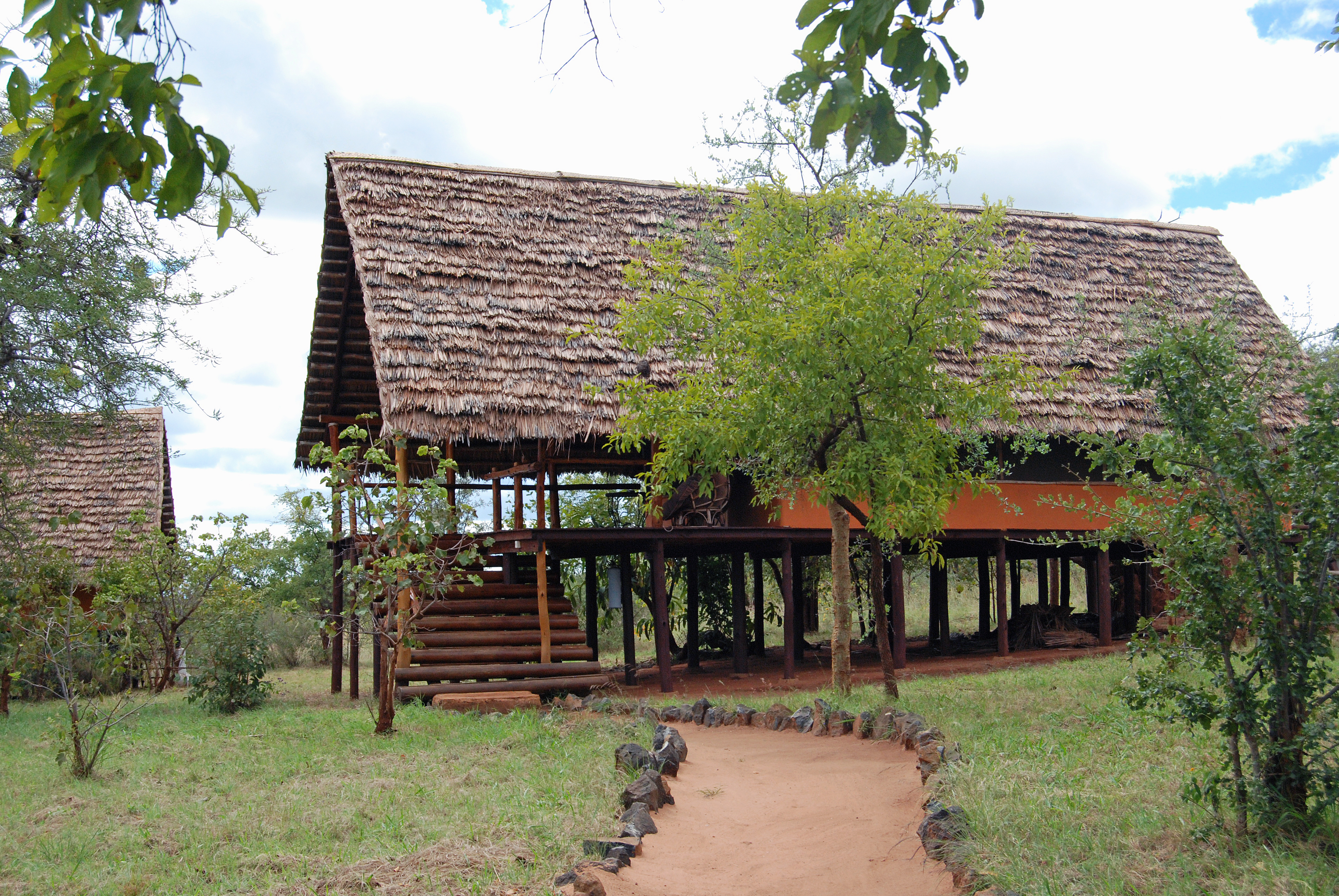
Kikoti Safari Camp nel Tarangire National Park in Tanzania

Un safari lodge (noto anche come lodge di caccia) è un tipico alloggio per turisti presente nel Sud-est dell'Africa. Essi vengono utilizzati per il pernottamento dei turisti interessati a effettuare un safari, e sono generalmente ubicati all'esterno di parchi nazionali o riserve di caccia.
Si trovano di solito in zone rurali isolate, e offrono pasti e attività, come safari, oltre all'alloggio. Il livello di sistemazione varia notevolmente, dai campi di rustici cespugli, a volte tendati, alle abitazioni di lusso con le caratteristiche di hotel a cinque stelle. A differenza degli alberghi o pensioni, che in genere sono costituiti da case con molte stanze, le abitazioni in lodge sono spesso bungalow separati con una camera da letto, un bagno, una terrazza e qualche volta una piccola cucina. L'insieme è recintato per garantire la sicurezza dei turisti.